# Pepe Rodríguez (cocinero)
José Javier Rodríguez Rey (Illescas, Toledo, 13 de marzo de 1968), conocido como Pepe Rodríguez, es un cocinero español, chef del restaurante El Bohío (Illescas), con una estrella Michelin. Es más conocido por ser parte del jurado de la edición española de MasterChef.

## Biografía
Pepe Rodríguez se crio en el entorno del restaurante familiar El Bohío, fundado como casa de comidas en 1934 por su abuela Valentina y su tía abuela Romana. Su padre, Diego Rodríguez Vallejo, fue novillero y fotógrafo taurino. Sus padres pasaron a hacerse cargo del restaurante y al acabar Pepe el instituto (una época bastante dura para él), empezó a trabajar como camarero. Cuando su madre no pudo hacerse cargo de la cocina, tanto Pepe como su hermano Diego (actual jefe de sala) empezaron a turnarse entre los fogones. Comenzó a trabajar en la cocina con 22 años, y a esa misma edad presidía Amidemar, una asociación de ayuda al toxicómano en Illescas: "Salía de la cocina y me iba a echar un cable a chavales que lo estaban pasando mal".
En Vitoria fue donde conoció a los principales cocineros españoles y franceses de los años 80, y a las figuras actuales. En las vacaciones cuando no trabajaba en El Bohío iba allí para aprender de grandes maestros de la cocina. Sus principales mentores fueron Martín Berasategui y Ferrán Adriá.
Ha afirmado que de pequeño quería ser cantante, pero que al empezar a trabajar en el restaurante descubrió su pasión como cocinero: "La cocina es mi pasión, cada día puedo hacer algo nuevo. Esta es la grandeza del oficio".
Siendo ya su propietario, El Bohío recibió una estrella Michelín en 1999, y la preserva desde entonces. La guía más importante de alta cocina en España, 'Lo mejor de la gastronomía' del crítico Rafael García Santos, le otorgó el premio a Cocinero del año (2010) y el premio de repostero del año (2011). En el año 2011 recibe el premio Chef Millessime. La Real Academia Española de Gastronomía le concedió el Premio Nacional de Gastronomía 2010 al mejor jefe de cocina. Ese mismo año fundó, junto a su hermano Diego, Iván Cerdeño y Rodrigo Delgado, el restaurante La casa de Carmen (Olías del Rey, Toledo), que en noviembre de 2013 también consiguió una estrella Michelín. Además de ser copropietario de ambos restaurantes, Pepe también cuenta con una empresa de asesoramiento de restaurantes, empresas y colectividades a través del grupo Bohío.
El 26 de noviembre de 2011 fue nombrado Empresario del Año por la Asociación empresarial Toledana.

## Trayectoria televisiva
Desde el año 2013 es parte del jurado de MasterChef junto a Jordi Cruz y Samantha Vallejo-Nágera.
En 2014 y 2016, participó junto con Jordi Cruz y con Anne Igartiburu en las Campanadas de Nochevieja en La 1 de Televisión Española.
Es un gran cocinero representativo de España y cuenta con 1 estrella Michelin.
También participa en los anuncios de sopas Gallo.

## Televisión
Programas
- MasterChef, (2013-presente) en TVE.
- Campanadas Fin de Año, (2013-2014) en TVE.
- MasterChef Junior, (2013-presente) en TVE.
- El hormiguero 3.0, (2014, 2020) en Antena 3.
- Mi casa es la tuya, (2015) en TVE.
- MasterChef Celebrity, (2016-presente) en TVE.
- Lo siguiente, (2018) en TVE.
- Prodigios, (2020) en TVE.
- Typical Spanish, (2020) en TVE.
- Dos parejas y un destino, (2020) en TVE.
- MasterChef Abuelos, (2020-presente) en TVE.
- El musical de tu vida, (2023) en Telecinco.